# Petr Voračický z Paběnic
Petr Voračický z Paběnic (německy Peter Woracziczky von Babienitz; 16. století) byl český šlechtic z rodu Voračických z Paběnic.

## Život

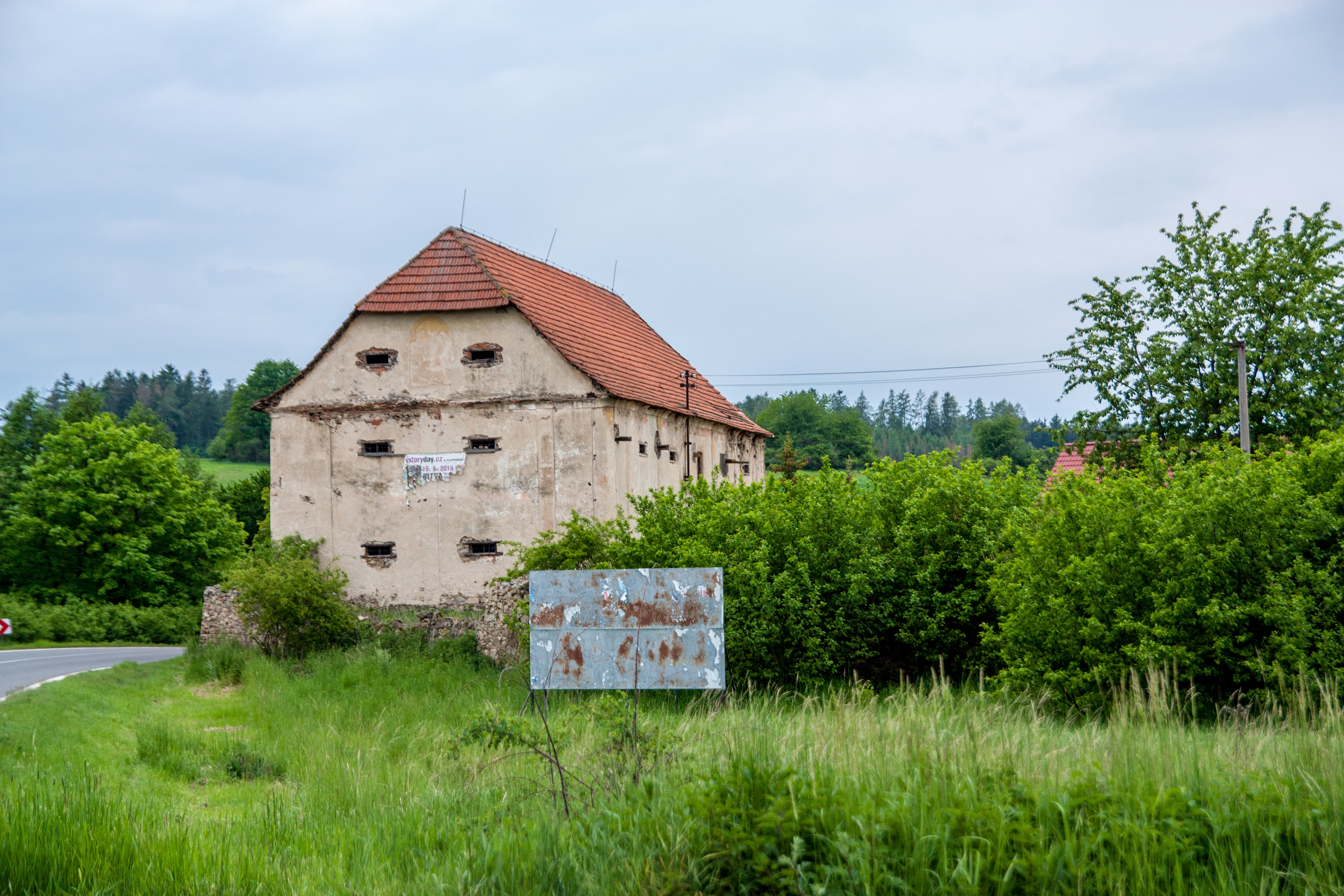
Statek Voračice

Petr Voračický se narodil jako třetí syn Jana z Paběnic. Měl bratry Mikuláše st. (1525 - 1542 nebo 1547), Václava († po roce 1579) a Burjana († po r. 1560).
Vlastníl část rodových Voračic, dále Bezmíř a Božkovice. 
Byl ženatý s Annou Pětipeskou z Chyš, s níž měl vícero potomků:
1. Jan
2. Mikuláš
3. Václav
4. Burjan
5. Lipolt
6. Vojtěch (všichni 1580).

Z jeho synů se proslavil nejvíce Jan, jenž roku 1572 ještě s dalším českým šlechticem pobýval v Paříži, v době násilností Bartolomějské noci a jen zázrakem unikl smrti.